# Chorthippus uvarovi
Chorthippus uvarovi är en insektsart som beskrevs av Bei-bienko 1929. Chorthippus uvarovi ingår i släktet Chorthippus och familjen gräshoppor. Inga underarter finns listade i Catalogue of Life.